# چرخ‌ریسوک کاکل‌دار
چرخ‌ریسوک کاکل‌دار یا چرخ‌ریسوک دورنگ (نام علمی: Baeolophus bicolor) یک پرنده آوازخوان کوچک از آمریکای شمالی، گونه‌ای از خانواده چرخ‌ریسکان است. چرخ‌ریسوک کاکل‌سیاه، که از مرکز و جنوب تگزاس به سمت جنوب یافت شد، به عنوان یک زیرگونه گنجانده شد، اما اکنون به عنوان یک گونه جداگانه با نام علمی Baeolophus atricristatus در نظر گرفته می‌شود.

## آرایه‌شناسی
نام سردهٔ Baeolophus به کاکل کوچک ترجمه می‌شود و ترکیبی از واژه‌های یونان باستان baiós به معنی «کوچک» و «lόphοs» به معنی تاج است. نام گونه bicolor به معنای دورنگ است.

## پراکندگی و زیستگاه
زیستگاه آن جنگل‌های برگ‌ریز و مخلوط و همچنین باغ‌ها، پارک‌ها و بوته‌زارها است. گرچه چرخ‌ریسوک کاکل‌دار پرنده غیرمهاجر است و در اصل بومی حوضه رودخانههای اوهایو و می‌سی‌سی‌پی است، عواملی مانند دان‌خوری پرندگان باعث شده‌است که این پرندگان قلمرو بزرگ‌تری را در سراسر ایالات متحده اشغال کنند و تا انتاریو و کِبِک در کانادا گسترش یابند. در طول نیمه دوم سدهٔ بیستم و تا قرن بیست و یکم، دامنه این گونه به سوی شمال گسترش یافته‌است.